# Rivière-au-Tonnerre
Pour les articles homonymes, voir Tonnerre (homonymie).
Rivière-au-Tonnerre est une municipalité du Québec située dans la MRC de Minganie sur la Côte-Nord,. Deux villages font partie de cette municipalité, le village de Sheldrake et celui de Rivière-au-Tonnerre. La municipalité est membre de la Fédération des Villages-relais du Québec.

## Toponymie
« Rivière-au-Tonnerre, sur la Côte-Nord, tire sa dénomination d'un phénomène naturel. En effet, la rivière au Tonnerre coule sur le territoire municipal et, à 5 km de son embouchure, se trouve une série de cascades hautes au total d'environ 50 m dont le fracas fait songer au bruit provoqué par le tonnerre. On y trouve au moins quatre chutes. Anciennement, par ailleurs, on surnommait l'endroit Boum Boum River. »

## Histoire
Dans les premiers temps de la sédentarisation des gens venus du Sud sur la Côte-Nord s'est faite au hasard. Un des seuls exemples de cette sédentarisation est le cas d'Isaie Duguay et de ses parents. Un nommé André Loisel possédait un établissement de pêche à Rivière-au-Tonnerre, Isaie Duguay maria sa petite fille et ce dernier lui offrit de traverser sur la Côte-Nord pour s'occuper de son rang de pêche. Isaie Duguay est allé à Rivière-au-Tonnerre, seul, pendant une saison, il y a trouvé les conditions excellentes puis, par la suite, a décidé d'y demeurer avec sa famille. C'était vers 1868. Ses beaux-frères Edouard Duguay et Narcisse Lévesque décidèrent de l'y rejoindre l'année suivante, quelques autres familles les suivirent par la suite également (les Huard, Perron, Tapp, Le Brun, Hart, Denis, Pagé). Suivirent une deuxième vague d'immigration soit les familles (Cody, Blaney, Morin, Beaudin, Poulin). Finalement une dernière vague provenant de l'île d'Anticosti ne voulant pas accepter les conditions rigoureuses du nouveau propriétaire M. Henri Menier, chocolatier et milliardaire français. Ces familles portaient les noms suivants : Noël, Bezeau, Boudreau, Martin, Anglehart, Leblanc, Lelièvre, Lapierre, Cormier et Dignard.
(Notez :  "Un nommé André Loisel possédait un établissement de pêche à Rivière-au-Tonnerre, Isaïe Duguay maria sa fille et ce dernier lui offrit de traverser sur la Côte-Nord pour s'occuper de son rang de pêche. Isaïe Duguay est allé à Rivière-au-Tonnerre, seul, pendant une saison, il y a trouvé les conditions excellentes puis, par la suite, a décidé d'y demeurer avec sa famille. C'était vers 1858." Flore est la petite-fille et non la fille. Comment son "beau-père" peut-il lui faire une offre en 1858 quand il épousera la petite-fille seulement en 1864? Lors du décès de sa première épouse, Élisabeth Anglehart, en janvier 1863, Isaïe est toujours dit "pêcheur de Paspébiac" tout comme lors de son remariage l'année suivante. Donc, on peut supposer que l'histoire a du vrai mais… Peut-être une erreur de 10 ans dans le texte? Ce qui serait possible car le couple Duguay/Loisel porte des enfants aux baptêmes dès 1869 au Havre St-Pierre.
(Une contribution de Généalogie Haute-Côte-Nord : http://genhcn.net/ )
Le village de Sheldrake lui fut fondé antérieurement au village de Rivière-au-Tonnerre soit en 1851 par M. Philippe-Gédeon Touzel, un commerçant ayant travaillé pour la compagnie jersiaise des Robin. Suivirent les familles suivantes : Vibert, Bond.

## Démographie
| 1991 | 1996 | 2001 | 2006 | 2011 | 2016 | 2021 |
| ---- | ---- | ---- | ---- | ---- | ---- | ---- |
| 526  | 476  | 415  | 390  | 307  | 279  | 281  |

La tendance de la population est à la baisse. Le recensement de 2011 y dénombre 307 habitants alors que celui de 2006 en comptait 390.

### Langues
En 2011, sur une population de 310 habitants, Rivière-au-Tonnerre comptait 98,4 % de francophones et 1,6 % d'anglophones.

## Administration
Les élections municipales se font en bloc pour le maire et les six conseillers.
| Rivière-au-Tonnerre Maires depuis 2001                                                                               |                  |                                        |          |
| Élection | Maire            | Qualité                                | Résultat |
| 2001 | Rénald Lapierre  |                                        | Voir     |
| 2005 | Jeannot Boudreau |                                        | Voir     |
| 2009 | Jeannot Boudreau | Voir                                   |          |
| 2013 | Aline Beaudin    |                                        | Voir     |
| 2017 | Lorenza Beaudin  | Démissionne pour cause de déménagement | Voir     |
| oct. 2020 | Jacques Bernier  | Conseiller 2013-2020                   | Voir     |
| 2021 | Jacques Bernier  | Conseiller 2013-2020                   | Voir     |
| Élection partielle en italique Depuis 2005, les élections sont simultanées dans toutes les municipalités québécoises |                  |                                        |          |

## Architecture

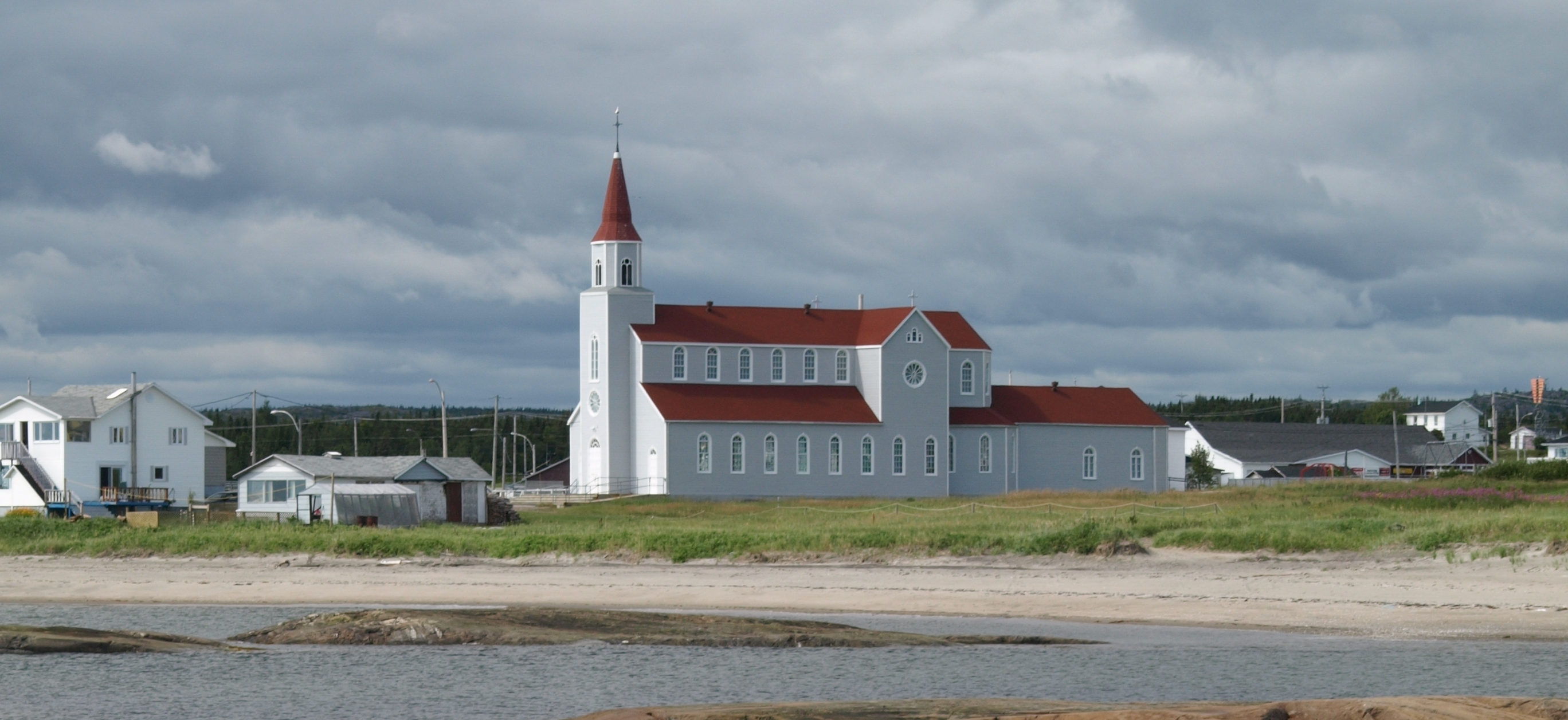
Église de Rivière-au-Tonnerre.

La ville abrite une des seules églises de style normand en Amérique du Nord d'une haute valeur architecturale, qui fut construite presque entièrement en bois alors que la ville n'était reliée par voie terrestre à aucune autre.

## Personnalités associées
- Evelyne Bignell, (1897-1978) infirmière.